# Eugenio Celedón
Eugenio Celedón Silva (Santiago, 1 de enero de 1926-19 de marzo de 2018) fue un ingeniero, académico, investigador, empresario, dirigente gremial y político democratacristiano chileno. Se desempeñó como ministro de Estado —en la cartera de Obras Públicas y Transportes— durante la última parte de la administración del presidente Eduardo Frei Montalva.

## Familia y estudios
Realizó sus estudios primarios y secundarios en el Liceo Alemán de Santiago, y luego los superiores en la Universidad de Chile, donde se tituló de ingeniero civil con mención en hidráulica en el año 1950.
Contrajo matrimonio con Carmen Cariola Feuereisen, con quien tuvo diez hijos: María Eliana, Eugenio, Ximena, María Carolina, Ricardo, Patricia, Mónica, Gerardo, Luz María y Paula.

## Vida pública
Impartió clases de distintas especialidades desde antes de egresar de la universidad, en diferentes carreras y casas de estudio.
A fines de la década de 1950 fue ingeniero jefe del Departamento de Aguas Subterráneas de la estatal Corporación de Fomento de la Producción (Corfo).
También fue consejero académico del Consejo Universitario de la Universidad de Chile.
A fines de 1969 el presidente demócrata cristiano Eduardo Frei Montalva lo llamó para servir como ministro de Obras Públicas y Transportes, cargo que mantuvo hasta el final del gobierno de su camarada. En ese periodo, entre otros reconocimientos, recibió del Supremo Gobierno Argentino la Orden de Mayo, en su grado de Gran Cruz.
A comienzos de los años 1970 fue regidor por la comuna de El Tabo.[cita requerida]
Posteriormente, en 1990, fue designado como superintendente de Servicios Sanitarios por el presidente Patricio Aylwin, donde le correspondió concretar su etapa fundacional. Dejó este cargo en 1996, ya en el gobierno de Eduardo Frei Ruiz-Tagle, quien en marzo de 1994 lo había ratificado en su titularidad.
También se desempeñó como consultor, dirigente gremial y empresario.[cita requerida]